# 第1號鋼琴協奏曲 (李斯特)
李斯特的第1號鋼琴協奏曲（目錄第124號）經歷了相當長的一段創作期，主題起草於1830年，定稿完成於1849年，後於1853年進行了些許修改。
1855年2月17日，作品於魏玛首演，作曲家親任獨奏，埃克托·柏辽兹負責指揮。1856年，經李斯特再次修改後，此曲正式付梓出版，題獻給法國作曲家、樂譜商亨利·李托夫。

## 背景
1830年12月4日，柏辽兹的《幻想交響曲》在巴黎首演，李斯特相當欣賞當中的手法，在自己的筆記本中記下了協奏曲的主題:13。較積極的創作則始於1839年，不過，由於當時的李斯特仍缺少管弦樂作品的寫作經驗，使得此曲的寫作進度趨於緩慢。1847年，李斯特與卡洛琳公主（Carolyne zu Sayn-Wittgenstein）相識相戀，他放棄了多年的演奏生涯，空出的時間終於可以用於作曲。在约阿希姆·拉夫的協助下，完成了管弦樂部分。

## 分析
本曲形式上具有四個樂章，然而其主要主題貫穿全曲，使得此曲亦可視為單一樂章作品看待，此特點被巴托克·贝拉譽為「奏鳴曲式套曲的敲門磚」
。李托夫則指出，此曲具有「協奏交響曲」的特性，在曲式與結構上，皆不同於當代的鋼琴協奏曲作品:14。
在調性方面，第一樂章雖以E♭大調展開，但後續的轉調非常頻繁，僅第一樂章就經歷E大調、F大調、F♯大調及G大調等轉變，可以說整首曲子的調性實際上並不明確:139。
通常的演奏時間約20分鐘。

### 配器
- 獨奏鋼琴

| - 木管 - 短笛：1 - 長笛：2 - 雙簧管：2 - B♭調單簧管：2 - 低音管：2 | - 銅管 - E♭調圓號：2 - E♭調小號：2 - 長號：3 | - 定音鼓 - 擊樂 - 鈸（僅第四樂章） - 三角鐵（第三、第四樂章） | - 弦樂 |

依照工具書《管弦樂作品手冊》指示，上述之配器可簡記為"*3 2 2 2—2 2 3 0—tmp+2—str"。

### 結構
莊嚴的快板（Allegro maestoso）
第一樂章雖大致符合奏鳴曲式的要求，其處理卻相當自由，發展部的篇幅特別短小之外，再現部亦採取了與之前不同的速度。樂章開始的主要主題，則不斷的扮演橋樑般的功能，銜接各個段落。
頗似慢板（Quasi adagio）
第二樂章僅77小節長，相當迷你的一個樂章。由裝備弱音器的弦樂展開，夜曲一般富有情感的旋律佔有此樂章的主調。
稍快板－生動的快板（Allegretto vivace – Allegro animato）
事實上的诙谐曲樂章，三角鐵在此被巧妙的使用，為此曲博得了「三角鐵協奏曲」的別稱:15。
生氣蓬勃、勇武的快板（Allegro marziale animato）

## 錄音節選
- 克劳迪奥·阿劳演奏，尤金·奥曼迪指揮费城管弦乐团，1952年
- 斯维亚托斯拉夫·里赫特演奏，基里尔·康德拉辛指揮伦敦交响乐团，1961年
- 瑪塔·阿格麗希演奏，克劳迪奥·阿巴多指揮伦敦交响乐团，1968年
- 阿尔弗雷德·布伦德尔演奏，伯纳德·海廷克指揮伦敦交响乐团，1972年
- 克劳迪奥·阿劳演奏，科林·戴维斯指揮伦敦交响乐团，1979年
- 米莎·迪西特演奏，安德烈·普列文指揮匹兹堡交响乐团（英语：Pittsburgh Symphony Orchestra），1981年
- 佐尔坦·柯奇什（英语：Zoltán Kocsis）演奏，费舍尔·伊万指揮布达佩斯节日管弦乐团，1988年
- 克里斯蒂安·齐默尔曼演奏，小泽征尔指揮波士顿交响乐团，1988年
- 傑佛瑞·托澤爾（英语：Geoffrey Tozer）演奏，尼姆·耶尔维指揮瑞士罗曼德管弦乐团，1995年
- 迪努·李帕蒂演奏，恩奈斯特·安塞美指揮瑞士罗曼德管弦乐团，1999年

## 外部連結
- 李斯特第1號鋼琴協奏曲：国际乐谱典藏计划上的乐谱